# Luigi Gresta
Luigi Gresta, conosciuto anche come Gigio Gresta (Pesaro, 11 marzo 1971), è un allenatore di pallacanestro e dirigente sportivo italiano.

## Carriera
Laureato in economia e commercio, comincia la sua carriera nel 1987 alle dipendenze della Victoria Libertas Pesaro, svolgendo un proficuo lavoro nel settore giovanile, incarico che ricoprirà fino al 1994. Nell'annata seguente per Gresta si profila un'importante esperienza nel campionato universitario statunitense della NCAA a Louisiana State University, dove riveste la carica di team manager dei Tigers lavorando a stretto contatto con Dale Brown coach di LSU.
Nel 1995 il ritorno in Italia, precisamente al Basket Rimini, con il compito di assistente di Piero Bucchi sulla panchina dei romagnoli.
L'annata seguente giunge alla Scandone Avellino per assistere Gianluca Tucci prima e Tonino Zorzi poi. Una parentesi da head coach a Fossombrone in B2 prima del ritorno ad Avellino, dove sarà vice allenatore di Luca Dalmonte nella storica promozione della De Vizia Scandone Avellino in Serie A e nella prima stagione degli irpini nella massima serie.
Dal 2001 al 2003 è vice allenatore della Sicc Jesi in Legadue. Nel 2003 diviene head coach della stessa Sicc Jesi e concluderà la stagione con la promozione in Serie A dei marchigiani, rifilando un secco 3 a 0 in finale play-off alla Virtus Bologna. Nella stagione seguente è ancora capo allenatore della Sicc Jesi in Serie A, ma interromperà il suo rapporto con la società marchigiana durante il campionato. Durante le sue stagioni jesine Gresta si mette in mostra, oltre che per le sue qualità tecniche, anche per il suo fiuto di talent scout portando in Italia numerosi giocatori di valori tra i quali Richard Mason Rocca, Maximiliano Stanic e James Singleton.
Nel 2005 viene scelto da Trapani quale capo allenatore in Legadue ma motivi extracestistici lo portano a concludere la sua esperienza siciliana dopo neanche un mese di lavoro. Nel corso della sua carriera Luigi Gresta può vantare, inoltre, collaborazioni tecniche in qualità di assistente di  coach di spessore quali Andrea Mazzon e Piero Bucchi.
Dal 1º luglio 2006 è stato il nuovo head coach dell'Air Scandone Avellino, prendendo il posto di Andrea Capobianco, subentrato a sua volta durante la stagione 2005/2006 ad Alessandro Giuliani. Dal 31 luglio 2006, a causa del ripescaggio in A1 dell'Air e della mancanza di esperienze nella massima serie (come dichiarato dal diretto interessato), Gresta ha preferito lasciare l'incarico di capo allenatore a Matteo Boniciolli per prendere il posto di vice. 
Nel luglio e agosto 2010 commenta alcune amichevoli e le gare di Qualificazione al Campionato Europeo 2011 della Nazionale di pallacanestro dell'Italia insieme a Franco Lauro.